# Exochus bimaculatus
Exochus bimaculatus är en stekelart som beskrevs av Kusigemati 1984. Exochus bimaculatus ingår i släktet Exochus och familjen brokparasitsteklar. Inga underarter finns listade i Catalogue of Life.